# Estados Unidos nos Jogos Olímpicos de Verão de 2020
Os Estados Unidos participam nos Jogos Olímpicos de Verão de 2020. O responsável pela equipa olímpica é o Comitê Olímpico dos Estados Unidos, bem como as federações desportivas nacionais da cada desporto com participação. Originalmente programados para ter lugar da 24 de julho a 9 de agosto de 2020, os Jogos pospuseram-se da 23 de julho a 8 de agosto de 2021, devido à pandemia de COVID-19. Os atletas estadounidenses têm aparecido em todos os Jogos Olímpicos de verão da era moderna, com a excepção dos Jogos Olímpicos de Moscovo 1980, que boicotaram em protesto pela invasão soviética de Afeganistão.

## Atletismo
Os atletas dos Estados Unidos, conseguiram ainda mais os regulares primeiramente, já seja por tempo de classificação ou por classificação mundial, nos seguintes eventos de pista e campo (até um máximo de 3 atletas na cada evento), a equipa será seleccionada em base aos resultados do United 2020 Provas olímpicas estatais (do 18 a 27 de junho de 2021) que celebrar-se-ão em Eugene, Oregon. Seis corredores de maratona (três por género) foram o primeiro grupo de atletas de pista e campo dos E.U.A.
Seleccionados para os Jogos em virtude dos seus três primeiros resultados nas Provas por equipas olímpicas em Atlanta, Georgia, a 29 de fevereiro de 2020.

## Basquetebol

### Torneio masculino
A equipa de basquete masculino dos E.U.A. Classificou-se para os Jogos Olímpicos ao avançar à etapa de quartos de final como um das duas equipas melhor clasifilcados das Américas na Copa Mundial FIBA 2019 em Chinesa.

### Torneio feminino
A equipa de basquete feminino dos E.U.A. Classificou-se para os Jogos Olímpicos ao ganhar a medalha de ouro e assegurar-se um lugar absoluto na Copa Mundial Feminina FIBA 2018 em Espanha.

## Saltos ornamentais
Os buzos dos Estados Unidos classificaram-se para os seguintes lugares individuais e equipas sincronizadas nos Jogos através do Campeonato Mundial FINA 2019. Os buzos devem terminar entre os dois primeiros da cada evento individual e acumular a pontuação mais alta como casal na cada um dos eventos sincronizados nas Provas Olímpicas dos Estados Unidos de 2020, celebradas em Indianápolis, Indiana (do 13 a 21 de junho), para assegurar sua cobiçada selecção para a equipa olímpica.

## Canoagem

### Slalom
Os canoistas estadounidenses classificaram um barco para a cada uma das seguintes classes no Campeonato Mundial de Canoa Slalom da ICF 2019 na O seu d'Urgell, Espanha.

### Sprint
Estados Unidos classificou um sozinho barco no C-1200 m feminino para os Jogos ao ganhar a medalha de ouro no Campeonato Mundial de Canoa Sprint da ICF 2019 em Szeged, Hungria.

## Ciclismo

### Estrada
Seis ciclistas estadounidenses (dois homens e quatro mulheres) participaram em suas respetivas corridas olímpicas em estrada, em virtude de seu resultado entre os 50 primeiros (homens) e os 22 primeiros (mulheres) no Ranking Mundial da UCI.
Com seu final de ouro na contrarrelógio feminina no Campeonato Mundial UCI 2019, a medalhista de prata de Rio 2016, Chloé Dygert Owen, foi seleccionada automaticamente para a equipa de ciclismo de rota dos E.U.A. Para os Jogos.

### Pista
Após a finalização do Campeonato Mundial de Ciclismo em Pista da UCI 2020, os ciclistas estadounidenses acumularam lugares para homens e mulheres no omnium e madison, bem como no sprint feminino, keirin e perseguição por equipas, segundo os resultados de seu país no final olímpica da UCI.

### Bicicleta de montanha
Estados Unidos inscreveu a uma ciclista de montanha para competir na corrida olímpica de campo arteira feminina, em virtude de sua melhor classificação individual no Campeonato Pan-Americano de 2019.

### BMX
Os ciclistas estadounidenses receberam um sozinho coube a cada um no BMX freestyle masculino e feminino inaugural dos Jogos. Hannah Roberts, de dezoito anos, ocupando o primeiro lugar na classificação de ciclismo dos E.U.A. Dantes do corte da 12 de maio, foi seleccionada oficialmente para a equipa de ciclismo de BMX da equipa dos E.U.A.para os Jogos.

## Esgrima
Os esgrimistas estadounidenses classificaram a uma esquadra completa a cada um em florete por equipas masculino e feminino e espada por equipas femininas nos Jogos, ao terminar entre as quatro melhores nações na classificação por equipas olímpicas da FIE, enquanto as equipas de espada e espada masculina obtiveram o lugar a cada um como o mais alto. -nacional classificado da zona das Américas fora dos quatro primeiros do mundo.
a 11 de janeiro de 2020, Lee Kiefer converteu-se na primeira esgrimista em garantir a selecção da equipa dos E.U.A.para seus terceiros Jogos consecutivos, com uma posição dominante número um no ranking nacional de florete feminino. Um mês depois, o esposo de Kiefer, Gerek Meinhardt, o primeiro esgrimista estadounidense programado para competir em quatro Jogos Olímpicos desde que Michael Marx fazer em Atlanta 1996, e seu amigo da infância e colega de equipa Alexander Massialas, o primeiro esgrimista estadounidense em ganhar duas medalhas na mesma edição, assegurou os postos de florete masculino em sua terceira viagem consecutiva aos Jogos.
O olímpico de Rio 2016 Eli Dershwitz, com a duas vezes campeã Mariel Zagunis (2004 e 2008) indo a sua quinta olimpiada consecutiva, encabeçou a classificação nacional de sable masculino e feminino, respectivamente, para unir à lista de esgrima dos Estados Unidos em Tokio.

## Karate
Um karateka estadounidense inscreveu-se no torneio olímpico inaugural. A medalhista de bronze mundial de 2012 e campeã defensora dos Jogos Pan-Americanos, Sakura Kokumai, classificou-se directamente para a categoria de kata feminino ao terminar entre os quatro melhores karatekas ao final do Ranking Olímpico WKF combinado.

## Tiro com arco
Um arqueiro estadounidense classificou-se para o recurvo individual masculino ao atingir a etapa de quartos de final e obter um dos quatro lugares disponíveis no Campeonato Mundial de Tiro com Arco 2019 em 's-Hertogenbosch, Holanda. Outra arqueira estadounidense assegurou-se um lugar no recurvo individual feminino ao ganhar o título por equipas mistas nos Jogos Pan-Americanos de 2019 em Lima, Peru.